# Helmuth Koinigg
Helmuth Köinigg (Viena, 3 de novembro de 1948 — Watkins Glen, 6 de outubro de 1974) foi um automobilista austríaco.
Na sua infância, Helmuth era louco por automobilismo, tanto que ganhou seu primeiro kart aos seus 4 anos incompletos. Foi campeão da Fórmula 3000 Austríaca, e então foi convidado para participar do Grande Prêmio dos Estados Unidos de 1974, com apenas 25 anos.
Helmuth largou em 21° e completou a primeira volta em 19° lugar, até quando chegou a sua curva fatal, a Parabólica, quando ele perdeu o controle de seu Surtees e se chocou com a mureta de proteção. Com o choque o piloto austríaco foi decapitado brutalmente aos 25 anos.
Após a corrida foi feita uma homenagem ao piloto austríaco. Foi nessa corrida que o brasileiro Emerson Fittipaldi conquistou seu segundo título na Fórmula 1.